# Château-Thébaud
Château-Thébaud är en kommun i departementet Loire-Atlantique i regionen Pays de la Loire i nordvästra Frankrike. Kommunen ligger i kantonen Vertou-Vignoble som tillhör arrondissementet Nantes. År 2022 hade Château-Thébaud 3 138 invånare.

## Befolkningsutveckling
Antalet invånare i kommunen Château-Thébaud
| Referens: INSEE |